# Team Dukla Praag (mannen)
Team Dukla Praag (Tsjechisch: Team Dukla Praag) was een Tsjechische continentale wielerploeg, uitkomend in de continentale circuits van de UCI. Tot 2014 heette de ploeg ASC Dukla Praag. De ploeg hield in 2016 op te bestaan. Er bestaat ook een vrouwenploeg met dezelfde naam.

## Bekende renners
- Jiří Hochmann (2006-heden)
- Milan Kadlec (2006-heden)
- Alois Kaňkovský (2007-heden)
- Petr Vakoč (2011)